# Usulután (departament)
Usulután – jeden z 14 departamentów Salwadoru, położony w południowo-wschodniej części kraju nad Oceanem Spokojnym. Został ustanowiony 22 czerwca 1865. Jego stolicą jest miasto Usulután (51,5 tys. 2007). Inne większe miasta to: Jiquilisco (20,3 tys. 2007), Santiago de María (14,3 tys. 2007), Jucuapa (10,5 tys. 2007).
Departament Usulután obejmuje pas nizin ciągnących się wzdłuż wybrzeża morskiego oraz wzdłuż głównej rzeki Salwadoru Lempy. Inną ważną rzeką, która uchodzi do oceanu na obszarze tego departamentu jest Río Grande de San Miguel. Północna część departamentu jest górzysta ze szczytami osiągającymi 1645 m n.p.m. (Cerro El Tigre). Znajdują się tutaj dwa wulkany Tecapa (1593 m) i Usulután (1458 m).
Wybrzeże w departamencie Usulután jest silnie rozwinięte. Półwysep San Juan del Gozo oddziela od wód oceanu zatokę Jiquilisco (Bahía de Jiquilisco). Znajdują się tutaj liczne wyspy, z których największe to Espíritu Santo i San Sebastián. W zatoce Jiquilisco znajduje się jeden z ważniejszych portów morskich Salwadoru Puerto El Triunfo.
Departament znany jest z plaż, z których najczęściej odwiedzana jest Playa El Espino w południowo-wschodniej części departamentu.